# Heinrich Hegeler
Heinrich Friedrich Karl Hegeler (* 15. Mai 1861 in Varel, Großherzogtum Oldenburg; † 17. August 1932 in Berlin) war ein deutscher Genre-, Porträt- und Landschaftsmaler der Düsseldorfer Schule.

## Leben
Hegeler studierte von 1881 bis 1884 Malerei an der Kunstakademie Düsseldorf. Dort war er Schüler der Vorbereitungs- sowie Antiken- und Naturklasse von Peter Janssen dem Älteren (1881–1883) und der Malklasse von Eduard von Gebhardt (1883–1884). Anschließend absolvierte er seinen Militärdienst. Weitere künstlerischen Ausbildung erhielt er unter Jules-Joseph Lefebvre in Paris. Hegeler ließ sich in Berlin nieder, wo er von 1900 bis 1930 an Großen Berliner Kunstausstellungen teilnahm.